# Nagydém
Nagydém je vesnice v Maďarsku v župě Veszprém, spadající pod okres Pápa. Nachází se asi 15 km jihovýchodně od Tétu, 22 km severovýchodně od Pápy, 23 km jihozápadně od Pannonhalmy, 27 km jižně od Győru a 34 km severozápadně od Zircu. V roce 2015 zde žilo 355 obyvatel, z nichž 95,2 % tvoří Maďaři.
Nagydém leží na silnici 83121. Je přímo silničně spojen s obcemi Bakonytamási, Gic a Lovászpatona. Nagydémem protéká potok Sokorói-Bakony, který se vlévá do řeky Marcal.
V Nagydému se nachází katolický kostel Kisboldogasszony-templom a evangelický kostel.